# Belbina vicina
Belbina vicina är en insektsart som beskrevs av Victor Lallemand 1959. Belbina vicina ingår i släktet Belbina och familjen lyktstritar.
Artens utbredningsområde är Madagaskar. Inga underarter finns listade i Catalogue of Life.